# Maureen O'Brien
Maureen O'Brien,(født 29. juni 1943 i Liverpool) er en britisk skuespillerinde og forfatter, som er mest kendt for at have spillet i Doctor Who.